# Darwin's Waiting Room
Darwin's Waiting Room, a veces llamado DWR, fue una banda de Nu metal proveniente Miami, Florida.

## Biografía
Darwin's Waiting Room, creada en 1995, pasó por varios cambios de alineación antes de solidificarse a principios de 2000. Firmó con el sello MCA Records y lanzó su álbum debut, Orphan, en 2001. El álbum alcanzó la posición #19 en el Billboard Heatseekers Charts ese año. Tras el éxito del álbum, que lanzó en el airplay el sencillo "Feel So Stupid (Table 9)" on MTV2, MTVX y Much Music y estuvo de gira con Godsmack, Deftones, Nonpoint y Machine Head. Un nuevo álbum, "Apology Accepted", seguido en 2003, nunca fue lanzado oficialmente.
En 2004, el guitarrista Eddie "The Kydd" Rendini hizo una declaración en línea por audio digital, diciendo:
Creo que es hora de que todos sepan qué es exactamente lo que está pasando con DWR. DWR esta oficialmente disuelta. Todos decidimos seguir nuevos caminos musicales después de una batalla legal muy larga y complicada. Así que sólo quería tomarme el tiempo para agradecer a todos nuestros fans por quedarse con nosotros, y esperamos que nos apoye en nuestros nuevo caminos musicales. En cuanto al álbum "Apology Accepted", que actualmente está en desarrollo, vamos a tratar de lanzarlo por todos los aficionados de DWR, como nuestro último trabajo por un tiempo. Gracias por su apoyo... y recuerden que esto no será el final... ¡sino siempre será un nuevo comienzo! -Edward
En 2005, el bajista Alex Cando se unió a la banda de Louisville, Kentucky, Five.Bolt.Main, con el exvocalista de Flaw Chris Volz. La banda terminó definitivamente a finales de 2006, cuando Flaw tomó la decisión de reunirse. Cando se unió con Flaw por su gira de reencuentro, pero solo eb una parte con ellos a mediados de 2007. Ahora está como bajista en la banda de Illinois Silence Is Broken.
Grimm en 2009 comenzó a grabar un nuevo proyecto musical, con el productor Ozny Sur de la Florida, de New Era.

## Miembros
- Grimm - MC
- Jabe - vocales
- Eddie "The Kydd" Rendini - guitarra
- Alex Cando - bajo
- Joe Perrone - batería

## Discografía
- Darwin's Waiting Room (1996)

01. I'm The Cracker That You Can't Crunch

02. Trap

03. She Shoots

04. Box

05. Mistake

06. Fifteen

07. Gone

08. Mario Andretti Bus Driver Man

09. Revolver

10. JKG

11. Force To Fit

12. Breathe

- Orphan (MCA Records, 2001)

01. Feel So Stupid (Table 9)

02. Live For The Moment

03. Sometimes It Happens Like This

04. Into The Dark

05. Another Way

06. Spent

07. D.I.Y.M.

08. Realize

09. Innosense

10. Transparent

11. All I Have Is Me

12. Fast Car

13. Back That Ass Up

- Apology Accepted (2003)

01. Losing All Control

02. Cracked Out

03. Million Miles Away

04. Nothings Beautiful

05. Inside

06. 5/4

07. One More Pill

08. Had A Feeling

09. Death Over Fear

10. Not Like Me

11. Pull Yourself Away

12. Killing Eros

13. It's Over (Demo)

14. Lost (Demo)

15. Somewhere (Demo)

16. 305 (Demo)

17. Untitled (Demo)